# 고찬빈
고찬빈은 (2001년 6월 2일 ~ )은 대한민국의 배우이다.

## 드라마
- 2020년 연애혁명 - 김병훈 역

## 영화
- 2009년 최악의 친구들